# Serie A1 1990/91
Die Saison 1990/91 war die 57. Spielzeit der Serie A1, der höchsten italienischen Eishockeyspielklasse. Meister wurde der HC Milano Saima. SG Cortina stieg in die zweite Liga ab.

## Modus
In der Hauptrunde absolvierte jede der zehn Mannschaften insgesamt 36 Spiele. Die sechs bestplatzierten Mannschaften qualifizierten sich für die Finalrunde, in der der Meister ausgespielt wurde. Gemäß ihrer Hauptrundenplatzierung erhielten die Mannschaften Bonuspunkte für die Finalrunde. Die übrigen vier Mannschaften mussten in einer Abstiegsrunde um den Klassenerhalt antreten. Für diese erhielten die Mannschaften die Hälfte ihrer Hauptrundenpunkte als Bonuspunkte. Der Letztplatzierte der Abstiegsrunde stieg direkt in die zweite Liga ab. Für einen Sieg erhielt jede Mannschaft zwei Punkte, bei einem Unentschieden gab es einen Punkt und bei einer Niederlage null Punkte.

## Hauptrunde

### Tabelle
|     | Klub               | Sp | S  | U | N  | Tore    | Punkte |
| --- | ------------------ | -- | -- | - | -- | ------- | ------ |
| 1.  | HC Milano Saima    | 36 | 30 | 1 | 5  | 255:140 | 61     |
| 2.  | HC Bozen           | 36 | 23 | 4 | 9  | 224:161 | 50     |
| 3.  | AS Varese Hockey   | 36 | 24 | 1 | 11 | 221:128 | 49     |
| 4.  | HC Devils Milano   | 36 | 22 | 3 | 11 | 190:145 | 47     |
| 5.  | HC Alleghe         | 36 | 20 | 2 | 14 | 193:155 | 42     |
| 6.  | HC Fassa           | 36 | 17 | 4 | 15 | 158:158 | 38     |
| 7.  | Asiago Hockey      | 36 | 14 | 6 | 16 | 170:146 | 34     |
| 8.  | HC Bruneck         | 36 | 7  | 4 | 25 | 142:288 | 18     |
| 9.  | HC Fiemme Cavalese | 36 | 6  | 4 | 26 | 130:235 | 16     |
| 10. | SG Cortina         | 36 | 1  | 3 | 32 | 114:263 | 5      |

Sp = Spiele, S = Siege, U = unentschieden, N = Niederlagen, OTS = Overtime-Siege, OTN = Overtime-Niederlage, SOS = Penalty-Siege, SON = Penalty-Niederlage

## Finalrunde
|    | Klub             | Sp | S | U | N | Tore  | Punkte |
| -- | ---------------- | -- | - | - | - | ----- | ------ |
| 1. | HC Milano Saima  | 10 | 7 | 1 | 2 | 63:38 | 20(5)  |
| 2. | HC Bozen         | 10 | 6 | 2 | 2 | 60:43 | 14(4)  |
| 3. | HC Devils Milano | 10 | 6 | 1 | 3 | 52:35 | 15(2)  |
| 4. | AS Varese Hockey | 10 | 4 | 0 | 6 | 55:57 | 11(3)  |
| 5. | HC Fassa         | 10 | 3 | 0 | 7 | 37:69 | 6(0)   |
| 6. | HC Alleghe       | 10 | 2 | 0 | 8 | 46:71 | 5(1)   |

Sp = Spiele, S = Siege, U = unentschieden, N = Niederlagen, OTS = Overtime-Siege, OTN = Overtime-Niederlage, SOS = Penalty-Siege, SON = Penalty-Niederlage

## Meistermannschaft
Bruno Baseotto – Paul Beraldo – Rick Bragnalo – Andrea Brega – Marco Capone – Gerard Ciarcia – Tony Fiore – Daniel Fascinato – Marco Favalli – Joe Foglietta – Fabio Frison – Mark Johnson – Kevin LaVallée – Bob Manno – Mark Morrison – Diego O’Dino – Gianfranco Odino – Roberto Romano – Rico Rossi – Andrea Spiriti – Bill Stewart – David Tomassoni – Maurizio Vacca – John Vecchiarelli – Mike Zanier. Trainer: Lou Vairo

## Abstiegsrunde
|     | Klub               | Sp | S | U | N  | Tore  | Punkte |
| --- | ------------------ | -- | - | - | -- | ----- | ------ |
| 7.  | Asiago Hockey      | 6  | 5 | 0 | 1  | 36:21 | 27(17) |
| 8.  | HC Fiemme Cavalese | 3  | 0 | 3 | 25 | 44:40 | 14(8)  |
| 9.  | HC Bruneck         | 6  | 1 | 1 | 4  | 29:40 | 12(9)  |
| 10. | SG Cortina         | 6  | 2 | 1 | 3  | 33:41 | 7(2)   |

Sp = Spiele, S = Siege, U = unentschieden, N = Niederlagen, OTS = Overtime-Siege, OTN = Overtime-Niederlage, SOS = Penalty-Siege, SON = Penalty-Niederlage